# Friedrich Meier (Maler)
Friedrich Meier (* 1785 in Rathenow (Brandenburg); † 16. Juni 1815 bei Ligny in Belgien) war ein deutscher Maler und Teilnehmer an den Befreiungskriegen.

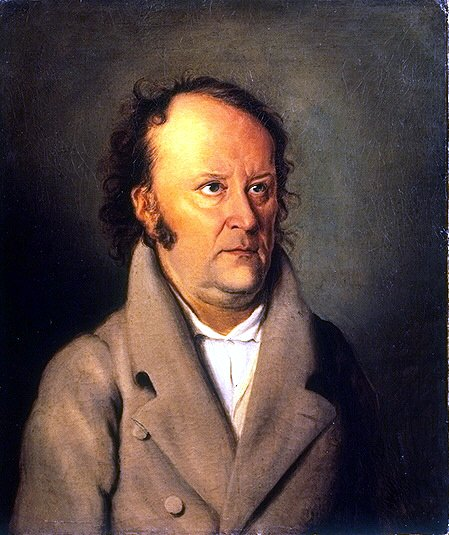
Friedrich Meier: Bildnis Jean Paul, 1810 (Alte Nationalgalerie)

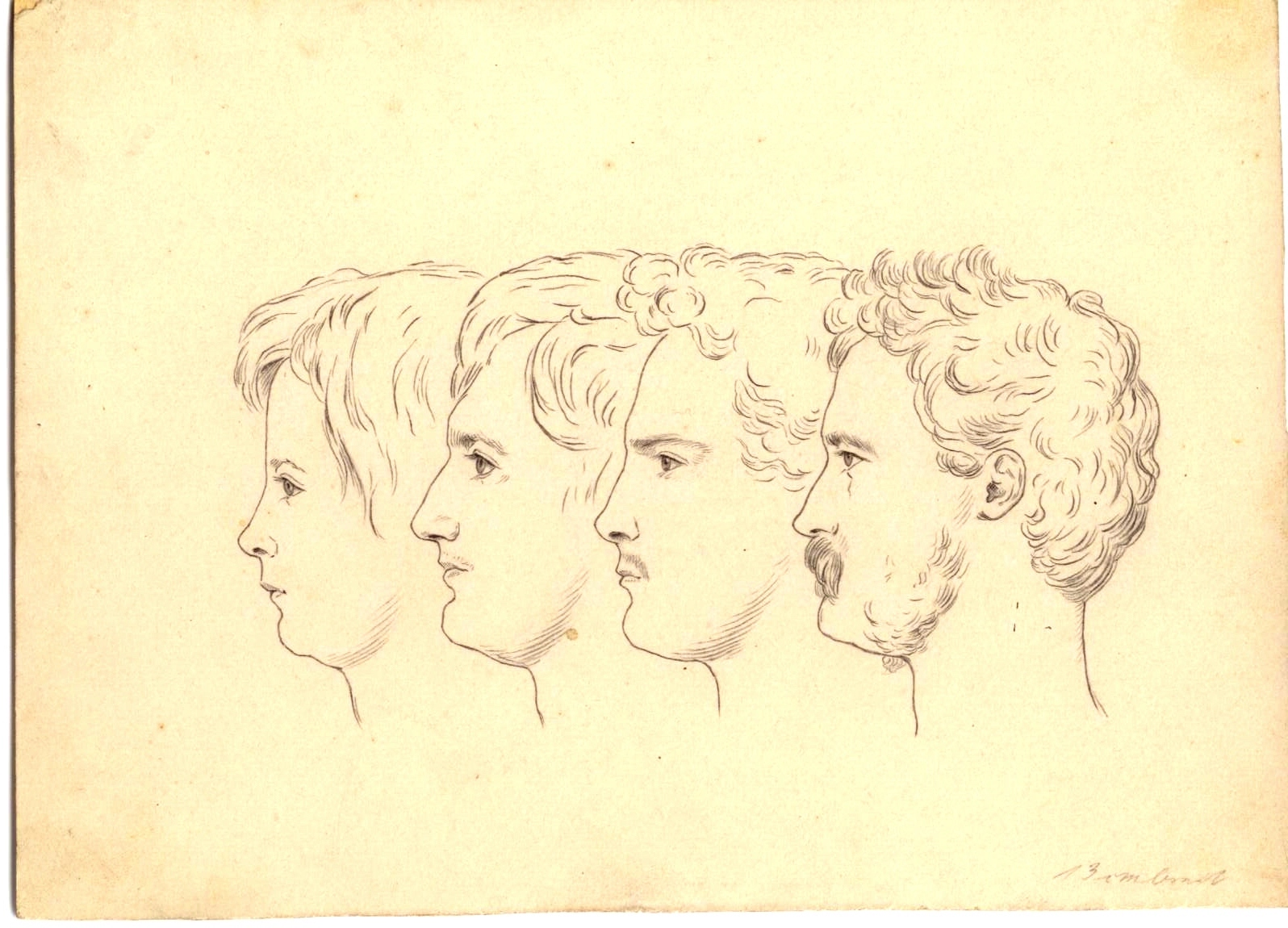
Friedrich Meier: Die 4 Brüder von Gerlach, vor 1815. V. l. n. r.: Otto, Ernst Ludwig, Leopold und Wilhelm von Gerlach (Gerlach-Archiv)

Friedrich Meier war Sohn eines angesehenen Rathenower Arztes vermutlich jüdischer Abstammung, der u. a. die Familie des Schriftstellers Friedrich de la Motte Fouqué auf Schloss Nennhausen betreute. Er besuchte das Joachimsthalsche Gymnasium in Berlin, studierte einige Zeit Philosophie an der Universität Halle, ging dann 1802 aber nach Dresden, um sich als Maler ausbilden zu lassen. Hier traf Meier 1804 auf die Brüder Heinrich und Ferdinand Olivier. Auch zu Friedrich August von Klinkowström kam er in Kontakt. 1807 schloss sich Friedrich Meier dem Kreis um Heinrich von Kleist an. In dieser Zeit machte er die Bekanntschaft der Gebrüder Gerlach, mit denen er bis zu seinem Tod verbunden blieb. 1810 begegnete er auf einer Reise durch Süddeutschland in Bayreuth Jean Paul und porträtierte ihn. 1812 ging Meier nach Wien, wo er durch Ferdinand Olivier auch mit Julius Schnorr von Carolsfeld bekannt wurde.
Im März 1813 trat Meier zusammen mit Friedrich Olivier und Theodor Körner in Breslau in das Lützowsche Freikorps ein.
1814 ging Meier wiederum nach Wien und hoffte dort auf Aufträge zur Porträtierung der am Kongress beteiligten Diplomaten. Als diese ausblieben, gab er die Malerei auf und wurde wieder Soldat.
Friedrich Meier geriet in der Schlacht bei Ligny, dem letzten Sieg Napoleons vor Waterloo, unter die französischen Garden und fiel im Kampf. Seine Leiche konnte wegen des Rückzugs der Preußen nicht geborgen werden.
Jean Paul schrieb später einer Schwägerin Friedrich Meiers:

„Mit den Erinnerungen an meinen guten Meier haben Sie mir ein schmerzliches Geschenk gemacht. Sein Bild von mir – das einzig treffende, indessen alle Kupferstiche Verleumdungen oder Verwandlungen meines Gesichts sind – sehe ich nach dem Kriege nie ohne Wehmut an, und es ist mir eigentlich weniger meines als seines. Ein edles Herz, ein echtes Talent hat nun die dürftige Erde weniger und der reiche Himmel mehr. Aber seiner würdig war der tapfere Tod. Nie werd’ ich den feurigen Jüngling vergessen.“

Ein Teil des Nachlasses Friedrich Meiers befindet sich heute im Gerlach-Archiv an der Universität Erlangen-Nürnberg.